# Sanyo Gutiérrez
Carlos Daniel Gutiérrez Amaya (San Luis, Argentina; 15 de junio de 1984), más conocido como Sanyo Gutiérrez, es un jugador profesional de pádel argentino. Ocupa la 28.ª posición del ranking FIP y juega en el drive junto a Alex Chozas.

## Carrera
Sanyo comenzó a jugar al pádel a los 11 años y a los 15 años entró en el circuito profesional. En 2006 decide mudarse a España para continuar su carrera. A partir de 2007 llegó a algunos cuartos de final del circuito Padel Pro Tour junto a diferentes parejas. 
En 2009, Sanyo, tiene como nueva pareja a Guillermo Lahoz con quien mejoraría su juego. Después pasó tres años junto a Seba Nerone, y después formó tándem junto a Maxi Sánchez, amigo de la infancia, siendo una de las mejores parejas del circuito, y ganando dos Master Final. 

### 2013
En 2013, junto a Maxi Sánchez, se enfrentaron a la pareja nº 1 en la final del Master, logrando el triunfo, a pesar de perder por 1-6 el segundo set. También ganaron otro torneo prestigioso, como el Open de Buenos Aires

### 2014
En 2014, siguiendo con Maxi Sánchez, ganaron el Master Final haciendo un partidazo frente a la pareja nº 1, la formada por Fernando Belasteguín y Juan Martín Díaz.

### 2015
Durante 2015 formó pareja con Juani Mieres, con el cual obtuvo el Madrid Open.

### 2016
En 2016, Paquito Navarro se convirtió en su nuevo compañero, llegando a semifinales en su primer torneo, en la ciudad española de Gijón. En su segundo torneo, el Máster de Valencia, vencieron en semifinales a la pareja nº 1 del ranking, conformada por Fernando Belasteguín y Pablo de Lima. En la final vencieron también a la pareja formada por Maxi Sánchez y Matías Díaz, logrando así el primer torneo de la temporada.
Paquito Navarro y Sanyo Gutiérrez lograron su segundo título de la temporada en La Nucía (Alicante) después de que no pudiera disputar la pareja n.º 1 la final, debido a la inoportuna lesión de Fernando Belasteguín.
Junto a Paquito Navarro ha logrado ganar en 2016, el Masters Final de Madrid, derrotando en la final a la pareja formada por Miguel Lamperti y Juani Mieres por 6-3 y 6-4. Ambos acabaron la temporada siendo la segunda mejor pareja, sólo superados por la formada por Fernando Belasteguín y Pablo de Lima.
También en 2016 fue convocado por la Selección argentina de padel para disputar el Mundial de padel de 2016, que se jugó en Portugal. Argentina se proclamó aquí campeona del mundo, y Sanyo ganó su partido, junto a Fernando Belasteguín, a la pareja española formada por Paquito Navarro y Juan Martín Díaz.

### 2017
En 2017, su pareja continuó siendo Paquito Navarro y en el primer torneo de la temporada, el Open de Santander, vencieron en la final a la pareja número 1, la formada por Fernando Belasteguín y Pablo de Lima.
En el segundo torneo vencieron a la pareja formada por Fernando Belasteguín y Pablo de Lima por 7-6 y 6-3 y se llevaron el torneo.
En los dos siguientes torneos de la temporada en La Coruña y Barcelona perdieron en la final contra Fernando Belasteguín y Pablo de Lima.
En el quinto torneo de la temporada, el Valladolid Open, se llevaron la victoria tras la retirada antes de la final de los número 1 por una inoportuna lesión de Fernando Belasteguín.
En el octavo torneo de la temporada, el Alicante Open, llegaron a la final, cayendo derrotados frente a Fernando Belasteguín y Pablo de Lima por 3-6, 6-3 y 3-6.
En el noveno torneo de la temporada 2017, Paquito y Sanyo Gutiérrez consiguen la victoria en la final del Open de Sevilla contra Fernando Belasteguín y Pablo de Lima por 6-4 y 6-2, en una final en la que mostraron su mejor versión. Sin embargo, en la final del Master de Portugal, Sanyo y Paquito perdieron frente a Bela y Lima por 6-2, 1-6 y 6-1.
En el Andorra Open lograron imponerse en la final a Fernando Belasteguín y Pablo de Lima por 3-6, 6-4 y 6-4. Sin embargo, en el torneo posterior, el Granada Open, cayeron derrotados por Bela y Lima por 7-6 y 6-1.
En el siguiente torneo, disputado en Zaragoza, no llegaron a la final, tras perder en semifinales. En Buenos Aires volvieron a llegar a una final, en donde cayeron contra Fernando Belasteguín y Pablo de Lima por 6-1 y 7-6.
En el Keler Bilbao Open perdieron en semifinales ante Maxi Sánchez y Matías Díaz perdiendo todas las opciones de terminar como números 1 al final de 2017.

### 2018
En 2018, Paquito Navarro deja de ser su pareja deportiva, volviendo a jugar con Maxi Sánchez después de tres años. En su primer torneo juntos, el Catalunya Master, se hicieron con la victoria, tras derrotar en la final a Juan Cruz Belluati y a Juan Lebrón por 6-4 y 6-2.
En el tercer torneo de la temporada, el Zaragoza Open, lograron su segunda victoria de la temporada al derrotar en la final a Paquito Navarro y a Juan Martín Díaz por 6-4, 6-7 y 6-3. Después lograron el Jaén Open y llegaron a la final en Valladolid donde perdieron con Alejandro Galán y Matías Díaz, lo que le acercó a muy pocos puntos del número 1. Sin embargo, no pudo alcanzarlo tras perder en la final del Valencia Open contra Fernando Belasteguín y Pablo de Lima, que salvaron así el primer puesto.
Después de que no llegasen a la final del Open Internacional de Bastad, lograron la victoria en el Mijas Open tras vencer en la final a Juan Lebrón y a Juan Cruz Belluati. Después ganaron el Andorra Open, encadenando así dos torneos ganados de forma consecutiva.
Tras lograr el sexto torneo en el Máster de Portugal, después de vencer a Miguel Lamperti y Juani Mieres por 7-6 y 7-5, Maxi Sánchez se colocó como número 1 del ranking, desbancando así a Pablo de Lima de la primera plaza del World Padel Tour. Sanyo también escaló puestos y se situó en la segunda plaza, a escasos puntos de Maxi.
Ambos terminaron la temporada como la pareja N.º 1 del World Padel Tour, siendo la primera pareja en 16 años en destronar el reinado de 16 años logrado por Fernando Belasteguín (primero junto a Juan Martín Díaz y luego con Pablo de Lima).

### 2019
En 2019, Sanyo y Maxi Sánchez siguieron juntos, logrando ganar 5 torneos y llegar a otras 2 finales. Esto no le alcanzó para seguir como los N.º 1 del mundo, siendo superados por la dupla de Paquito Navarro y Juan Lebrón. La pareja terminó como la N.º 2 del planeta pádel.

### 2020
Sanyo y Maxi Sánchez separaron camino nuevamente en 2020. Sanyo jugó esta temporada junto al talentoso argentino Franco Stupaczuk. Pese a las altísimas aspiraciones de la pareja, no lograron quebrar el implacable ritmo de los N.º 1 de la temporada: Alejandro Galán y Juan Lebrón. Lograron alzarse con el título en Menorca y alcanzar la final en Barcelona y Alicante, posicionándose 6.os en el ranking mundial.

### 2021
En 2021, Sanyo unió fuerzas con Fernando Belasteguín, con quien ya compartió equipo en la selección argentina.
En el primer torneo de la temporada, el Madrid Open, se alzaron con el título, después de lograr la victoria en la final por 6-7, 6-4 y 6-3 frente a Alejandro Ruíz y Franco Stupaczuk.

## Palmarés

### Premier Padel

#### Finales
| N.º | Año                    | Torneo    | Categoría | Pareja               | Oponentes en la final              | Resultado   |
| --- | ---------------------- | --------- | --------- | -------------------- | ---------------------------------- | ----------- |
| 1   | 4 de diciembre de 2022 | Monterrey | Major     | Agustín Tapia        | Arturo Coello Fernando Belasteguín | 3-6 6-3 3-6 |
| 2   | 5 de marzo de 2023     | Doha      | Major     | Fernando Belasteguín | Martín Di Nenno Franco Stupaczuk   | 2-6 6-7(5)  |

### Padel Pro Tour-World Padel Tour (2006-2023)

#### Títulos
| N.º | Año                      | Torneo             | Pareja               | Oponentes en la final                    | Resultado          |
| --- | ------------------------ | ------------------ | -------------------- | ---------------------------------------- | ------------------ |
| 1.  | 4 de septiembre de 2011  | Palma de Mallorca  | Sebastián Nerone     | Matías Díaz Hernán Auguste               | 6-4 7-6            |
| 2.  | 15 de julio de 2012      | Alicante           | Sebastián Nerone     | Pablo de Lima Juani Mieres               | 7-6 6-4            |
| 3.  | 19 de agosto de 2012     | Gijón              | Sebastián Nerone     | Juan Martín Díaz Fernando Belasteguín    | 4-6 7-6 6-3        |
| 4.  | 18 de noviembre de 2012  | Guecho             | Sebastián Nerone     | Pablo de Lima Hernán Auguste             | 6-3 6-3            |
| 5.  | 2 de diciembre de 2012   | Logroño            | Sebastián Nerone     | Pablo de Lima Hernán Auguste             | 6-3 6-4            |
| 6.  | 10 de noviembre de 2013  | Valencia           | Maxi Sánchez         | Maxi Grabiel Miguel Lamperti             | 6-3 7-5 6-4        |
| 7.  | 24 de noviembre de 2013  | Villa Martelli     | Maxi Sánchez         | Matías Díaz Cristian Gutiérrez           | 4-6 7-6 6-2 6-3    |
| 8.  | 22 de diciembre de 2013  | Masters WPT Madrid | Maxi Sánchez         | Juan Martín Díaz Fernando Belasteguín    | 6-7 6-1 7-6 ab     |
| 9.  | 27 de julio de 2014      | Málaga             | Maxi Sánchez         | Pablo de Lima Juani Mieres               | 4-6 6-4 6-2 6-4    |
| 10. | 21 de diciembre de 2014  | Masters WPT Madrid | Maxi Sánchez         | Juan Martín Díaz Fernando Belasteguín    | 7-6 5-7 7-5        |
| 11. | 20 de septiembre de 2015 | Madrid             | Juani Mieres         | Matías Díaz Paquito Navarro              | 6-3 7-6            |
| 12. | 24 de abril de 2016      | Valencia           | Paquito Navarro      | Matías Díaz Maxi Sánchez                 | 7-6 7-6            |
| 13. | 28 de agosto de 2016     | La Nucia           | Paquito Navarro      | Pablo de Lima Fernando Belasteguín       | walkover           |
| 14. | 18 de diciembre de 2016  | Masters WPT Madrid | Paquito Navarro      | Juani Mieres Miguel Lamperti             | 6-3 6-4            |
| 15. | 2 de abril de 2017       | Santander          | Paquito Navarro      | Pablo de Lima Fernando Belasteguín       | 4-6 6-4 7-6        |
| 16. | 30 de abril de 2017      | Miami              | Paquito Navarro      | Pablo de Lima Fernando Belasteguín       | 7-6 6-3            |
| 17. | 25 de junio de 2017      | Valladolid         | Paquito Navarro      | Pablo de Lima Fernando Belasteguín       | walkover           |
| 18. | 10 de septiembre de 2017 | Sevilla            | Paquito Navarro      | Pablo de Lima Fernando Belasteguín       | 6-4 6-2            |
| 19. | 1 de octubre de 2017     | Andorra la Vieja   | Paquito Navarro      | Pablo de Lima Fernando Belasteguín       | 3-6 6-4 6-4        |
| 20. | 25 de marzo de 2018      | Badalona           | Maxi Sánchez         | Juan Cruz Belluati Juan Lebrón           | 6-4 6-2            |
| 21. | 6 de mayo de 2018        | Zaragoza           | Maxi Sánchez         | Juan Martín Díaz Paquito Navarro         | 6-4 6-7 6-3        |
| 22. | 27 de mayo de 2018       | Jaén               | Maxi Sánchez         | Juan Martín Díaz Paquito Navarro         | 6-3 6-3            |
| 23. | 12 de agosto de 2018     | Mijas              | Maxi Sánchez         | Juan Cruz Belluati Juan Lebrón           | 6-2 7-5            |
| 24. | 26 de agosto de 2018     | Andorra la Vieja   | Maxi Sánchez         | Cristian Gutiérrez Franco Stupaczuk      | 5-7 6-4 6-4        |
| 25. | 23 de septiembre de 2018 | Lisboa             | Maxi Sánchez         | Juani Mieres Miguel Lamperti             | 7-6 7-5            |
| 26. | 11 de noviembre de 2018  | Buenos Aires       | Maxi Sánchez         | Adrián Allemandi Agustín Gómez Silingo   | 6-7 6-4 6-2        |
| 27. | 25 de noviembre de 2018  | Murcia             | Maxi Sánchez         | Pablo de Lima Paquito Navarro            | 2-6 7-5 6-3        |
| 28. | 24 de marzo de 2019      | Marbella           | Maxi Sánchez         | Juan Lebrón Paquito Navarro              | 6-1 7-6            |
| 29. | 14 de abril de 2019      | Logroño            | Maxi Sánchez         | Juan Lebrón Paquito Navarro              | 7-6 7-6            |
| 30. | 12 de mayo de 2019       | Vigo               | Maxi Sánchez         | Juan Lebrón Paquito Navarro              | 6-3 6-4            |
| 31. | 13 de octubre de 2019    | Mahón              | Maxi Sánchez         | Uri Botello Javier Ruiz                  | 6-4 6-3            |
| 32. | 1 de diciembre de 2019   | México             | Maxi Sánchez         | Juan Lebrón Paquito Navarro              | 7-6 6-2            |
| 33. | 27 de septiembre de 2020 | Mahón              | Franco Stupaczuk     | Fernando Belasteguín Agustín Tapia       | 6-3 7-5            |
| 34. | 11 de abril de 2021      | Madrid             | Fernando Belasteguín | Alejandro Ruiz Granados Franco Stupaczuk | 6-7 6-4 6-3        |
| 35. | 16 de mayo de 2021       | Vigo               | Fernando Belasteguín | Martín Di Nenno Paquito Navarro          | 4-6 6-4 6-2        |
| 36. | 11 de julio de 2021      | Valencia           | Fernando Belasteguín | Juan Lebrón Alejandro Galán              | 7-5 3-6 6-4        |
| 37. | 14 de noviembre de 2021  | Malmö              | Agustín Tapia        | Martín Di Nenno Paquito Navarro          | 7-5, 6-0           |
| 38  | 13 de marzo de 2022      | Reus Open          | Agustín Tapia        | Juan Lebrón Alejandro Galán              | 6-2 / 6-2          |
| 39  | 22 de mayo de 2022       | Copenhague Open    | Agustín Tapia        | Maxi Sánchez Luciano Capra               | 5-7 / 7-5 / 6-0    |
| 40  | 12 de junio de 2022      | Viena Open         | Agustín Tapia        | Juan Lebrón Alejandro Galán              | 6-1 / 0-6 / 7-6(4) |
| 41  | 10 de julio de 2022      | Valencia Open      | Agustín Tapia        | Juan Lebrón Alejandro Galán              | 2-6 / 7-5 / 6-4    |
| 42  | 24 de julio de 2022      | Málaga Open        | Agustín Tapia        | Franco Stupaczuk Pablo Lima              | 7-6(6) / 6-4       |

#### Finales
| N.º | Año                      | Torneo                   | Pareja               | Oponentes en la final                 | Resultado       |
| --- | ------------------------ | ------------------------ | -------------------- | ------------------------------------- | --------------- |
| 1.  | 7 de agosto de 2011      | Fuengirola               | Sebastián Nerone     | Matías Díaz Hernán Auguste            | 7-6 2-6 5-7     |
| 2.  | 2 de diciembre de 2012   | Madrid Master Final      | Sebastián Nerone     | Pablo Lima Juan Ignacio Mieres        | 4-6 4-6         |
| 3.  | 26 de mayo de 2013       | Madrid Master Final      | Maxi Sánchez         | Juan Martín Díaz Fernando Belasteguín | 3-6 2-6 2-6     |
| 4.  | 21 de septiembre de 2014 | Sevilla                  | Maxi Sánchez         | Juan Martín Díaz Fernando Belasteguín | 3-6 3-6 1-6     |
| 5.  | 5 de octubre de 2014     | Lisboa                   | Maxi Sánchez         | Juan Martín Díaz Fernando Belasteguín | 4-6 4-6 1-6     |
| 6.  | 22 de noviembre de 2014  | San Fernando             | Maxi Sánchez         | Maximiliano Grabiel Paquito Navarro   | 5-7 7-5 5-7 6-7 |
| 7.  | 30 de noviembre de 2014  | Córdoba                  | Maxi Sánchez         | Juan Martín Díaz Fernando Belasteguín | 1-6 7-5 3-6     |
| 8.  | 7 de junio de 2015       | Río Gallegos             | Maxi Sánchez         | Pablo Lima Fernando Belasteguín       | 7-5 2-6 2-6     |
| 9.  | 4 de octubre de 2015     | Sevilla                  | Juani Mieres         | Pablo Lima Fernando Belasteguín       | 2-6 0-6         |
| 10. | 31 de octubre de 2015    | Dubai                    | Juani Mieres         | Pablo Lima Fernando Belasteguín       | 1-6 2-6         |
| 11. | 8 de noviembre de 2015   | San Sebastián            | Juani Mieres         | Pablo Lima Fernando Belasteguín       | 5-7 4-6         |
| 12. | 29 de mayo de 2016       | Las Rozas de Madrid      | Paquito Navarro      | Pablo Lima Fernando Belasteguín       | 1-6 2-6         |
| 13. | 10 de julio de 2016      | Valladolid               | Paquito Navarro      | Pablo Lima Fernando Belasteguín       | 6-7 5-7         |
| 14. | 31 de julio de 2016      | Las Palmas               | Paquito Navarro      | Pablo Lima Fernando Belasteguín       | 0-6 4-6         |
| 15. | 25 de septiembre de 2016 | Sevilla                  | Paquito Navarro      | Pablo Lima Fernando Belasteguín       | 4-6 2-6         |
| 16. | 16 de octubre de 2016    | La Coruña                | Paquito Navarro      | Pablo Lima Fernando Belasteguín       | 7-6 4-6 3-6     |
| 17. | 6 de noviembre de 2016   | Mendoza                  | Paquito Navarro      | Matías Díaz Maxi Sánchez              | 4-6 5-7         |
| 18. | 13 de noviembre de 2016  | Buenos Aires             | Paquito Navarro      | Pablo Lima Fernando Belasteguín       | 3-6 7-6 3-6     |
| 19. | 4 de diciembre de 2016   | San Sebastián            | Paquito Navarro      | Pablo Lima Fernando Belasteguín       | 2-6 4-6         |
| 20. | 14 de mayo de 2017       | La Coruña                | Paquito Navarro      | Pablo Lima Fernando Belasteguín       | 5-7 3-6         |
| 21. | 4 de junio de 2017       | Barcelona                | Paquito Navarro      | Pablo Lima Fernando Belasteguín       | 3-6 1-6         |
| 22. | 27 de agosto de 2017     | Alicante                 | Paquito Navarro      | Pablo Lima Fernando Belasteguín       | 3-6 6-3 3-6     |
| 23. | 24 de septiembre de 2017 | Lisboa                   | Paquito Navarro      | Pablo Lima Fernando Belasteguín       | 2-6 6-1 1-6     |
| 24. | 15 de octubre de 2017    | Granada                  | Paquito Navarro      | Pablo Lima Fernando Belasteguín       | 6-7 1-6         |
| 25. | 12 de noviembre de 2017  | Buenos Aires             | Paquito Navarro      | Pablo Lima Fernando Belasteguín       | 1-6 6-7         |
| 26. | 24 de junio de 2018      | Valladolid               | Maxi Sánchez         | Matías Díaz Alejandro Galán           | 5-7 6-3 3-6     |
| 27. | 8 de julio de 2018       | Valencia                 | Maxi Sánchez         | Pablo Lima Fernando Belasteguín       | 0-6 2-6         |
| 28. | 14 de octubre de 2018    | Granada                  | Maxi Sánchez         | Cristian Gutiérrez Franco Stupaczuk   | 6-2 6-7 2-6     |
| 29. | 16 de diciembre de 2018  | Madrid Master Final      | Maxi Sánchez         | Pablo Lima Fernando Belasteguín       | 6-7 3-6         |
| 30. | 26 de mayo de 2019       | Jaén                     | Maxi Sánchez         | Juan Lebrón Paquito Navarro           | 5-7 4-6         |
| 31. | 8 de septiembre de 2019  | Madrid                   | Maxi Sánchez         | Fernando Belasteguín Agustín Tapia    | 4-6 4-6         |
| 32. | 18 de octubre de 2020    | Barcelona Master         | Franco Stupaczuk     | Juan Lebrón Alejandro Galán           | 4-6 1-6         |
| 33. | 8 de noviembre de 2020   | Alicante Open            | Franco Stupaczuk     | Juan Lebrón Alejandro Galán           | 6-4 3-6 4-6     |
| 34. | 11 de julio de 2021      | Las Rozas de Madrid Open | Fernando Belasteguín | Pablo Lima Agustín Tapia              | 1-6 4-6         |
| 35. | 28 de noviembre de 2021  | Buenos Aires             | Agustín Tapia        | Martín Di Nenno Paquito Navarro       | 4-6 / 2-6       |
| 36. | 19 de diciembre de 2021  | Madrid Masters Final     | Agustín Tapia        | Juan Lebrón Alejandro Galán           | 4-6 / 4-6       |
| 37. | 11 de septiembre de 2022 | Cascais                  | Agustín Tapia        | Juan Lebrón Alejandro Galán           | 2-6 / 7-6 / 1-6 |
| 38. | 13 de noviembre de 2022  | Malmö                    | Agustín Tapia        | Juan Lebrón Alejandro Galán           | 6-4 / 1-6 / 2-6 |
| 39. | 21 de mayo de 2023       | Copenague                | Momo González        | Martín Di Nenno Franco Stupaczuk      | 3-6 / 2-6       |
| 40. | 4 de junio de 2023       | Marbella                 | Momo González        | Arturo Coello Agustín Tapia           | 3-6 / 2-6       |

### Mundial
- Campeonato Mundial de Pádel de 2022